# Carcinoma mucoepidermoide
O carcinoma mucoepidermoide é uma neoplasia maligna (câncer) das glândulas salivares, e caracterizam-se por serem tumores epiteliais produtores de mucina. As células neoplásicas mucinosas contêm glicoproteínas neutras, mucinas ácidas, e sulfomucinas. É a neoplasia maligna mais comum de glândulas salivares, tanto em adultos quanto em crianças.

## Sinais e sintomas
Como os carcinomas mucoepidermóides exibem comportamentos biológicos que variam de baixo a alto grau, a manifestação clínica dessa lesão vai depender muito do grau de malignidade. Tumores de baixo grau de malignidade apresentam um período prolongado de tumefação indolor, e até 33% dos pacientes são completamente assintomáticos. No interior da cavidade oral, o carcinoma mucoepidermoide frequentemente lembra uma mucocele, que algumas vezes pode ser flutuante, como resultado de formação cística mucosa.
Tumores de alto grau de malignidade, por outro lado, crescem rapidamente, e frequentemente são acompanhados por dor e ulceração da mucosa. Dentro das glândulas salivares maiores, tumores de alto grau podem apresentar-se com evidência de envolvimento do nervo facial e sinais obstrutivos.

## Aspectos radiográficos e histológicos

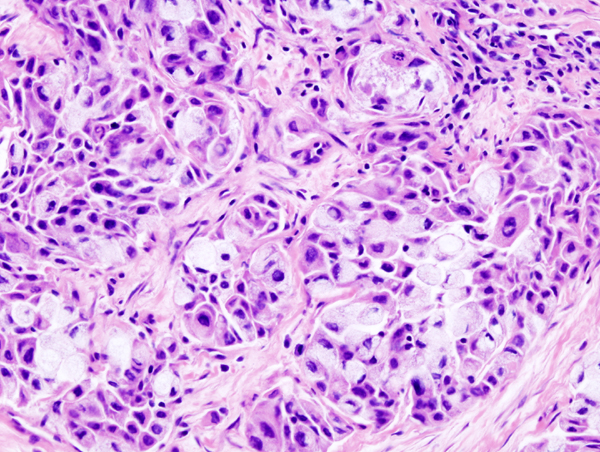
Carcinoma mucoepidermoide, coloração hematoxilina-eosina (HE). Nota-se ilhotas de células epitelioides (poligonais, raramente exibindo queratinização), intermediárias (basaloides) e mucinosas (citoplasma espumoso e abundante), com presença de fibras conjuntivas permeando o tecido.

Os aspectos imaginológicos são influenciados pelo tamanho do tumor, sua localização e seu grau histológico. Na ultrassonografia, tende a se apresentar como uma lesão bem delimitada hipoecoica, com uma aparência parcialmente ou totalmente cística, em contraste com uma glândula salivar normal hiperecoica. Já na tomografia computadorizada (TC), os tumores de baixo grau tendem a ser bem circunscritos com um componente cístico, mas pode haver presença de um componente sólido hiperdenso e calcificações, enquanto tumores de alto grau possuem margens difusas e infiltrativas. Na ressonância magnética, tumores de baixo grau se assemelham ao adenoma pleomórfico, enquanto os de alto grau são sólidos, de margens difusas e com hipossinal em T2.
Histologicamente, o carcinoma mucoepidermoide pode ter 3 padrões arquiteturais usuais: sólido, cístico ou misto, mas pode haver padrões papilar e glandular. O estroma tumoral é constituído por células epidermoides, intermediárias e mucinosas, organizadas em ilhotas, cordões ou áreas sólidas, com as células mucinosas misturadas às ilhotas epiteliais ou revestindo cavidades císticas, e células intermediárias dentro das ilhotas epidermoides ou formando ilhotas próprias. Pode haver presença de mucina luminal ou extracelular, assim como presença de células claras. Outras variantes mais claras incluem a de células claras, oncocítica, esclerosante, Warthin-like, ciliada, fusiforme e mucoacinar.
Esse tipo de carcinoma pode ser classificado em três tipos, de baixo grau, intermediário e de alto grau; essa classificação se dá a partir da quantidade de formação cística, proporção de cada tipo célula e grau de atipia citológica. Alguns sistemas de classificação são subjetivos (avaliando a presença ou ausência) e outros qualitativos (pontuando a presença/ausência de características e somando-as para obter um escore). De forma geral, pode-se classificar o carcinoma mucoepidermoide em:
- Baixo grau:
  - Presença de cistos (microcistos e macrocistos);
  - Rara presença de células intermediárias;
  - Raras mitoses;
  - Pleomorfismo nuclear raro/ausente;
  - Tumor bem circunscrito, com margens amplas, podendo até haver cápsula;
  - Presença de mucina e estroma fibroso.
- Grau intermediário:
  - Presença de microcistos e componente sólido;
  - Mais células intermediárias;
  - Algumas mitoses;
  - Discreto pleomorfismo nuclear;
  - Tumor não circunscrito;
  - Estroma fibroso separando as ilhotas tumorais.
- Alto grau:
  - Predominantemente sólido, com ou sem microcistos;
  - Invasão perineural;
  - Invasão linfovascular;
  - Invasão de tecidos moles adjacentes;
  - Muitas mitoses;
  - Pleomorfismo nuclear, incluindo presença de nucléolo proeminente;
  - Predominância de células intermediárias;
  - Estroma desmoplásico.

## Causas
O carcinoma mucoepidermóide apresenta etiologia desconhecida, no entanto pode estar associado a fatores genéticos, ao tabaco ou a exposição à radiação. A radiação ionizante é um fator de risco definitivamente vinculado a etiopatogenia dessas lesões. Acredita-se que a sua origem se dá através das células de reserva, nos segmentos interlobular e intralobular do sistema ductal salivar.

## Epidemiologia
O carcinoma mucoepidermoide é a neoplasia maligna de glândulas salivares mais comum em adultos e crianças, representando 10 a 15% de todos os tumores de glândulas salivares. Correspondem a aproximadamente 20% das malignidades de glândula submandibular, 30% das malignidades de glândula salivar menor e 34% das malignidades de parótida, sendo esse o seu sítio mais comum, onde 60% a 90% das lesões são encontradas.
Atinge ambos os sexos, mas com predominância no sexo feminino e entre a terceira e quinta décadas de vida, e em crianças afetando pacientes de 11 a 15 anos. Também pode ser encontrado em outros órgãos, como a árvore traqueobrônquica, o trato nasosinusal, nasofaringe, pulmões e intraósseo na mandíbula.

## Diagnóstico
O diagnóstico do carcinoma mucoepidermoide se dá por uma combinação de exames de imagem e biópsia. Para tumores pequenos nas glândulas salivares maiores, a ultrassonografia é bem indicada, enquanto tumores maiores ou recidivantes necessitam de TC ou ressonância magnética para delimitar o envolvimento ósseo ou de tecidos moles. Para tumores localmente avançados, o PET-FDG é utilizado.
Além do exame anatomopatológico, a imuno-histoquímica pode ser utilizada: ele é positivo para pancitoqueratina, CK5/6, p63, p40, EMA, CK7, CK14, marcadores de mucina (MUC1, MUC2, MUC4, MUC5AC e MUC5B), assim como mucicarmina e PASD.
A análise genética normalmente é realizada por hibridização fluorescente in situ (FISH) ou RT-PCR: até 80% dos carcinomas mucoepidermoides possuem a fusão dos genes CRTC1(MECT1) e MAML2, com a translocação t(11;19)(q14-21;p12-13), especialmente de alto grau (84%, vs 78% para grau baixo ou intermediário).
O diagnóstico diferencial depende do grau tumoral:
- Baixo grau a intermediário:
  - Sialometaplasia necrosante;
  - Adenoma pleomórfico;
  - Tumor de Warthin;
  - Carcinoma de células acinares;
  - Carcinoma secretório análogo de mama.
- Alto grau:
  - Carcinoma escamoso;
  - Carcinoma do ducto salivar.

## Prognóstico e tratamento
O prognóstico é excelente, com sobrevida em 5 anos de 98% em crianças (que usualmente apresentam tumores de baixo grau ou intermediário) e 98,8% em adultos (baixo grau), sendo ligeiramente inferior para grau intermediário (97,4%) e significativamente menor em alto grau (67%). Variáveis que implicam em prognóstico desfavorável incluem tumor na glândula submandibular, margens cirúrgicas positivas, extensão extraparenquimal, envolvimento linfonodal ou metástase, e expressão aumentada de MUC1.
O tratamento consiste na ressecção cirúrgica completa, mais conservadora para tumores em estágio I e II, e mais extensa e com margens livres para tumores de alto grau ou com margens positivas para infiltração. A dissecção de linfonodos cervicais depende do grau histológico e do envolvimento linfonodal. Para tumores de alto grau, a radioterapia adjuvante e quimioterapia podem ser consideradas.